# 地蔵菩薩本願経
『地蔵菩薩本願経』（じぞうぼさつほんがんきょう、梵: Kṣitigarbha-bodhisattva-pūrva-praṇidhāna Sūtra, クシティガルバ・ボーディサットヴァ・プールヴァ・プラニダーナ・スートラ）とは、大乗仏教の地蔵菩薩に関する代表的な経典。『地蔵経』ともいう。
原題は、「クシティガルバ・ボーディサットヴァ」（Kṣitigarbha-bodhisattva）が「地蔵-菩薩」、「プールヴァ・プラニダーナ」（pūrva-praṇidhāna）が「以前になされた-誓い」（本願）、「スートラ」（sūtra）が「経」、総じて「地蔵菩薩の本願についての経」の意。
実叉難陀訳と伝わるが、経録に登場するのが遅く、明版大蔵経になって初めてその名が見えるため、中国撰述経典と考えられている。

## 概要
上下2巻で13章からなる。
1. 忉利天宮神通品第一
2. 分身集會品第二
3. 觀衆生業緣品第三
4. 閻浮衆生業感品第四
5. 地獄名號品第五
6. 如來讚歎品第六
7. 利益存亡品第七
8. 閻羅王衆讚歎品第八
9. 稱佛名號品第九
10. 校量布施功德緣品第十
11. 地神護法品第十一
12. 見聞利益品第十二
13. 囑累人天品第十三

地蔵菩薩を信仰することによる、28種の利益・7種利益などが説かれる。

## エディション
『大正新脩大蔵経』では「大集部」（通算13巻）に収録されている。
鴻盟社より和訳経本が出ている。